# Voci bianche

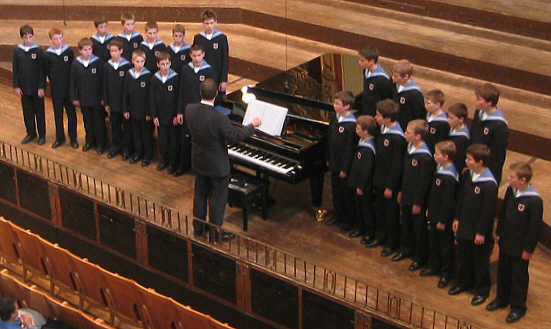
il coro voci bianche di Vienna

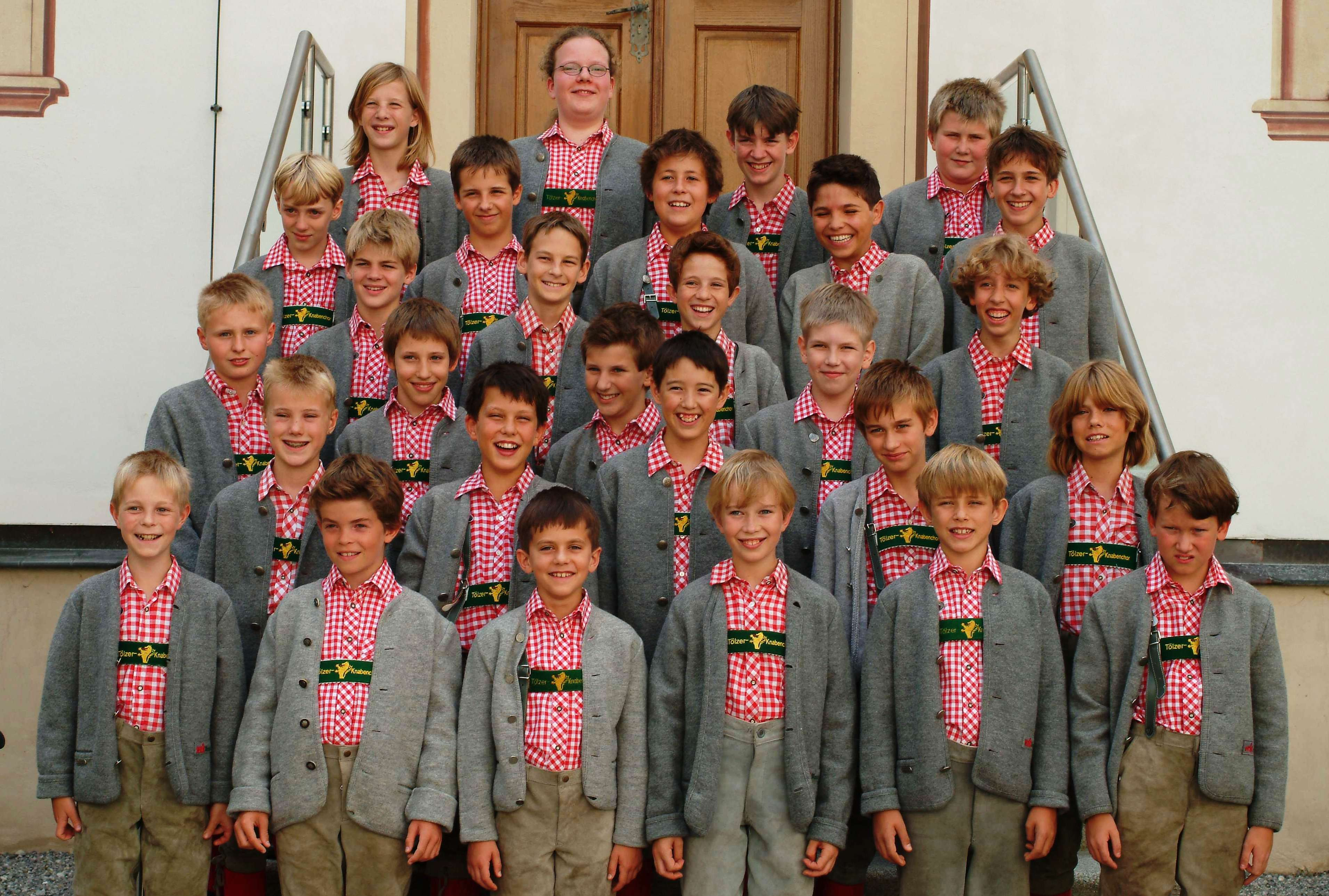
I Tölzer Knabenchor

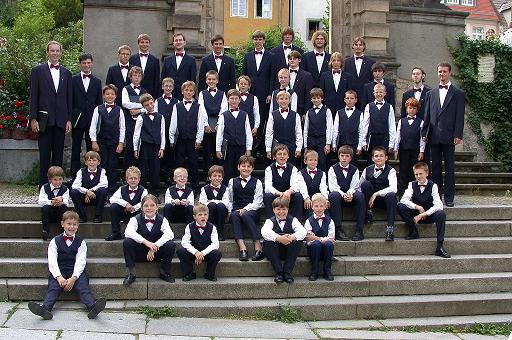
Il Knabenchor di Dresda

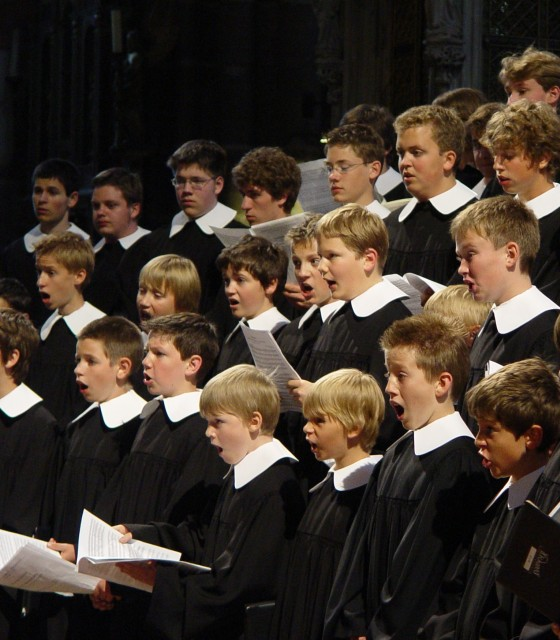
Il Windsbacher Knabenchor

Si dicono voci bianche le voci dei ragazzi che non hanno ancora raggiunto l'età in cui si verifica la muta vocale, 13 anni circa, e generalmente l'età dei componenti varia dai 6 ai 16 anni. Queste voci possono cantare da sole o in coro.

## Caratteristiche della voce infantile
La voce infantile ha caratteristiche differenti rispetto alla struttura anatomica della voce adulta: minor sviluppo dei risonatori, corde vocali più corte e sottili contribuiscono a rendere la voce meno ricca di armoniche. Non esistono divisioni tra le voci maschili e femminili, le voci vengono distinte in soprano, mezzosoprano e contralto oppure in primi e secondi; la loro estensione va dal la2 al re4, con do3 come do centrale. E precisamente le note dal la2 al fa3 con risonanza di petto, dal fa3 al re4 col registro misto. Per i maschi salendo dal fa3 gradatamente con risonanza di testa si può preparare così il registro di falsetto o di testa; con questo registro che imita perfettamente la voce del soprano essi possono proseguire fino al la4 e talvolta al do5. Questa voce di falsetto risulta di bellissimo effetto, ma è alquanto debole, di poca consistenza.
Le femmine tendono a portare in testa le note dal fa3 al re4 passando per il registro misto, le note fa3 sol3 la4 risuonano alquanto deboli e non possono venir appoggiate bene. Il rinforzo ritorna sulle note si4 do4 re4 mi4.
Le femmine hanno un'estensione approssimativamente di una quinta sopra la voce adulta, i maschi invece di un'ottava.
In realtà l'estensione della voce nei bambini non ha un limite fisso in quanto essa varia di anno in anno.
Possiamo prendere come schema generico di estensione: 
- per i bambini dai 3 ai 4 anni dal mi3 al la4
- dai 4 ai 6 anni dal re3 al si4
- dai 7 agli 8 anni dal do3 al re4.

Durante la pubertà la qualità della voce dei maschi si distingue sempre più dalla voce tipica delle femmine; poco prima che la voce inizi ad abbassarsi e, durante il vero e proprio abbassamento, si sviluppa un caratteristico suono molto pieno e intenso.
La voce dei maschi è soggetta agli effetti dell'ingrossamento della laringe, conosciuta anche come “muta della voce”; l'ultimo risultato di questo profondo cambiamento è la disponibilità di una nuova sequenza di estensioni vocali (basso, baritono, tenore, contraltista, mezzosopranista, sopranista).
La voce delle femmine tende a svilupparsi generalmente nell'estensione verso l'acuto o il grave (soprano, mezzosoprano o contralto rispettivamente dalla voce più acuta a quella più grave), aumentando in robustezza e assumendo il timbro caratteristico muliebre; durante la muta, che avviene in breve tempo e sovente senza che le ragazze se ne accorgano, i suoni mantengono la base sulla stessa ottava. In questo periodo anche le voci femminili vanno trattate con riguardo e moderazione di esercizio, poiché l'organo vocale, diventando più delicato, si stanca facilmente.
Il momento dello sviluppo della voce nel ragazzo è lento e richiede parecchi anni prima che questa acquisti una vera consistenza. La voce del ragazzo diviene afona, aspra, il suo timbro si fa velato, l'intonazione incerta; l'organo vocale non risponde più con la primitiva prontezza, anzi i suoni escono con fatica. Un esercizio di canto, in tale periodo, stanca la voce e, se continuato disordinatamente, può anche rovinarla. Non ci sono tuttavia controindicazioni nel cantare durante la muta della voce, se ciò avviene con molta moderazione e su estensione di poche note, secondo il Garcia, il Mackenzie, il Combatte l'Isère, risulta inoltre utile e vantaggioso. La vecchia voce nei maschi (il falsetto) può essere mantenuta se il ragazzo continua a cantare nell'estensione di soprano per un certo periodo di tempo.
Nel passato prima del periodo della pubertà alcuni ragazzi venivano sottoposti a castrazione; questo inibiva lo sviluppo dei caratteri sessuali secondari, tra cui l'ingrossamento della laringe, senza far venir meno la crescita della gabbia toracica e il conseguente aumento della capacità polmonare; il ragazzo aveva quindi la possibilità di continuare a cantare nei riti liturgici e mondani assicurando un'entrata economica alla famiglia.
Si è osservato che i ragazzi soprano, maschi con estensione soprano, un tempo avevano in media un'età più alta rispetto ai giorni nostri. Per esempio Johann Sebastian Bach era considerato un notevole soprano fino alla metà dei 16 anni, Franz Joseph Haydn arrivò a 17 anni e Orlando di Lasso, pare, addirittura a 18. Ancora agli inizi del XX secolo, Ernest Lough aveva 15 anni quando registrò il suo famoso Ascolta la mia preghiera. Non esistono cartelle cliniche che traccino le variazioni della pubertà attraverso i secoli, ma gli studi di Joshua Goldstein, direttore del dipartimento di demografia dell'Università della California - Berkeley, suggeriscono che dalla metà del Settecento l'età della pubertà per maschi è scesa, in media, di 2 mesi e mezzo ogni decennio. Ciò significa che i maschi sono soprani per un tempo molto più breve che nel passato. È oggi del tutto inconsueto per un ragazzo di 15-16 anni cantare ancora come voce bianca; ai nostri giorni la pubertà inizia prima, ciò è dovuto in gran parte alla diversa dieta che comprende una grande disponibilità di proteine e vitamine rispetto ai secoli passati. A causa di questo è più difficile per i maschi continuare a cantare come voce bianca dopo i 12 o 13 anni.

## Storia
Il coro di voci bianche trae origine in ambito liturgico, nelle cappelle del primo Medioevo; è proprio la musica sacra a sostenere lo sviluppo di questa formazione corale e per questo gli attuali cori di voci bianche eseguono tradizionalmente e in larga parte di musica sacra. I ragazzi erano chiamati a cantare durante i servizi religiosi; diverse sono, infatti, le istituzioni religiose che hanno ospitato e tuttora ospitano cori di voci bianche: la Chiesa cattolica, la Chiesa ortodossa, la Chiesa Luterana e la Chiesa Anglicana.
I pueri cantores sono dei cori di voci bianche impiegati in particolare nella liturgia della Chiesa cattolica; papa Gregorio Magno fondò una Schola Puerorum nella Basilica di San Giovanni in Laterano e nella Basilica di San Pietro in Vaticano; durante il XVI secolo i pueri cantores furono sostituiti da cantanti adulti castrati. 
In particolare nelle chiese la formazione musicale di voci bianche dava origine a cori di soli ragazzi maschi poiché alle donne spesso non era permesso cantare in Chiesa.  Lo sviluppo della polifonia vocale dal Medioevo al Rinascimento e al Barocco perciò prese piede principalmente, anche se non esclusivamente, nel coro tutto maschile, nel quale tutte le parti di voci erano cantate da uomini o ragazzi. 
Dalla metà dell'Ottocento con l'inclusione delle voci femminili nel coro, si è vista ridurre l'importanza del coro voci bianche, altri fattori contribuirono al successivo declino: la perdita di motivazione dei bambini durante l'età puberale, una tendenza generale e sociale verso l'abbandono della pratica corale. 
Tuttavia è nato uso delle voci bianche non tanto per sostituire le voci femminili quarto come soggetto timbrico autonomo.
Contro la pratica delle voci dei castrati in teatro, Giuseppe Parini, poeta e umanista, compose La Musica, una delle prime opere su questo argomento, pubblicata tra il 1758 e il 1769,  in una raccolta di altre sette odi riguardanti temi di rilevante interesse sociale, e che attivarono un ampio dibattito all'epoca.

## Distinzione tra coro voci bianche e coro di bambini

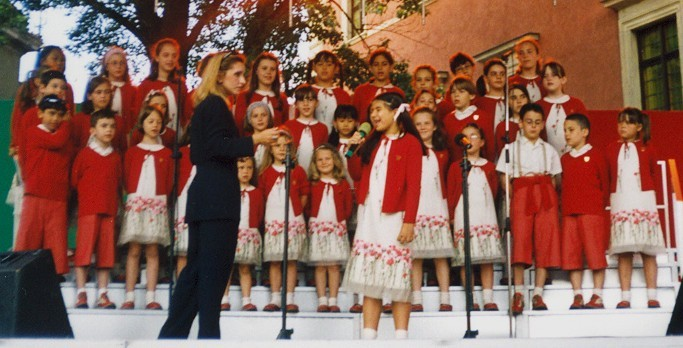

Una distinzione va fatta tra coro voci bianche e coro di bambini; quest'ultimo è una realtà prettamente amatoriale e/o didattica con metodologie e finalità divergenti rispetto a un coro di voci bianche che è una realtà professionale formata da bambini dotati e selezionati aventi come obiettivo non tanto l'educazione musicale quanto la produzione artistica. 
Il coro di bambini a orientamento didattico, in Italia, ha le sue radici circa nel XIX secolo; si sviluppò grazie all'uso e alla pratica della musica nelle scuole diventando perciò una formazione piuttosto popolare che non necessitava di alcun esborso economico. Crebbe anche l'esigenza di formare insegnanti nel ruolo di educatori musicali; durante gli anni quaranta il compito di preparare e di educare i maestri spettava agli Istituti Magistrali. Al termine degli studi agli alunni veniva richiesta la conoscenza del suono, del ritmo, dell'accento della parola in rapporto a quello ritmico della battuta, delle forme musicali in relazione con quelle della poesia, la storia della musica, e l'uso dell'apparato vocale. 
Nel XX secolo, e in particolare nel dopoguerra, in tutta Europa furono ricostituiti molti cori di bambini al di fuori dell'ambito scolastico, la cui attività educativa e formativa costituiva un'occupazione del tempo libero. Si svilupparono sistematicamente cori di bambini a scuola, nelle parrocchie, nelle trasmissioni televisive, ecc. Il più importante coro di voci bianche che ha operato in Italia è stato il Coro di Voci Bianche della RAI diretto da Renata Cortiglioni. La letteratura per coro di bambini negli anni settanta aumentò sul mercato (Carl Orff, Cesar Bresgen, Paul Hindemith, Günther Kretzschmar),  innumerevoli scuole musicali per giovani presero piede dappertutto (molte come iniziative private di genitori ed insegnanti di musica); negli anni ottanta, in Italia, l'attività corale fu inquadrata come materia musicale istituzionale.
In Germania rimane ancora forte questa tradizione: molti cantautori scrivono canzoni per i cantanti bambini e per coro di bambini. Nel 2002 erano ben presenti in tutta la Germania 18.790 cori di bambini e giovani che rappresentava il 30,9 per cento di tutti i cori esistenti.
Tra i musicisti che in Italia si sono dedicati ai cori di voci bianche in veste di compositori e didatti ricordiamo: Roberto Goitre, Nicola Conci, Paolo Lucci, Fabrizio e Lydia Visentin, Cinzia Zanon, Bruna Liguori Valenti, Enrico Miaroma, Andrea Basevi, Manolo Da Rold, Mauro Marchetti e Mario Mora direttore del coro di voci bianche "I Piccoli Musici di Casazza" fra i più apprezzati in Italia.

## Funzione educativa e sociale del coro voci bianche
Il significato e l'importanza di un coro di voci bianche va al di là del puro rendimento musicale; per gli appartenenti a questi cori la formazione musicale e il fare musica insieme è un valore educativo e sociale da non sottovalutare.
Il coro funge da mezzo di educazione civile, nel rispetto del lavoro del prossimo e del direttore, e psicologica, valorizza la musica come arte e scienza, rappresenta una tra le tante forme di conoscenza musicale, inoltre è un mezzo utile alla salvaguardia delle tradizioni locali. Didatticamente il coro offre la possibilità di impostare la voce gradualmente attraverso la lettura e il canto di un testo, di migliorare la percezione sensoriale, affettiva, emotiva ed interpretativa, di perfezionare la coordinazione motoria laterale e bilaterale, di aumentare i tempi di attenzione, di concentrazione e la memoria.

## I più importanti cori di voci bianche europei
Il Tölzer Knabenchor di Bad Tölz presso Monaco diretto da Gerhard Schmidt-Gaden, Il Vesna Children Choir di Mosca (unico coro di voci bianche al mondo ad aver vinto il Gran Premio Europeo di Canto Corale), l'Escolania de Montserrat, il Poznanskie Slowiki (coro di Poznan - Polonia - fondato nel 1939 dal prof. Stefan Stuligrosz), i Regensburger Domspatzen, il Thomanerchor di Lipsia, il Dresdner Kreuzchor  sono tra i più conosciuti e prestigiosi cori di voci bianche tuttora esistenti e attivi in Europa; in Italia come già detto il più prestigioso coro di voci bianche è il gruppo dei Piccoli Musici di Casazza del maestro Mario Mora che si può annoverare tra i migliori cori italiani ed europei, altri eccellenti cori di voci bianche sono: il Coro di voci bianche del Teatro Regio e del Conservatorio "G.Verdi" di Torino diretto da C. Fenoglio,  I piccoli cantori di Torino, il Coro di voci bianche della Scala di Milano, Il Coro di voci bianche del Teatro dell'Opera di Roma, Il coro di voci bianche del teatro di San Carlo di Napoli ecc. Utilizzano voci bianche (solo maschili) per il soprano e il contralto sia il coro papale, la Cappella Sistina, sia il coro del Duomo di Milano, attualmente il più longevo in Italia è il Coro di Voci Bianche dell'Arcum, diretto da Paolo Lucci. Menzione a parte va fatta per i Wiener Sängerknaben, un importante coro di voci bianche fondato nel 1498 simultaneamente con la Musikkapelle di Vienna. In quell'occasione l'Imperatore Massimiliano I trasferendosi con tutta la sua corte da Innsbruck a Vienna esigeva che tra i suoi musicisti ci fossero anche sei bambini: questo coro aveva la funzione di accompagnare esclusivamente funzioni e concerti privati sempre all'interno della corte dell'imperatore.
Si possono così raggruppare in ordine alfabetico i più prestigiosi cori di voci bianche europei:
- Augsburger Domsingknaben
- Boys choir Dzvinochok
- Boys choir DUBNA
- Coro di voci bianche di Vienna (Wiener Sangerknaben – 1498) (Austria)
- Coro di voci bianche di Oslo (Norvegia)
- Coro di voci bianche di Mosca (Russia)
- Coro di voci bianche di San Pietroburgo (Russia)
- Escolania di Montserrat
- Escolania de El Escorial
- Coro di voci bianche del Teatro alla Scala di Milano (Italia)
- Coro di voci bianche dell'Accademia Nazionale di Santa Cecilia di Roma (Italia)
- Coro di Voci bianche del Teatro Regio e del Conservatorio "G.Verdi" di Torino (Italia)
- I piccoli cantori di Torino (Italia)
- I piccoli cantori del Duomo di Milano (Italia)
- King's College Choir (Cambridge)
- Knabenchor di Dresda (Dresdner Kreuzchor)
- Knabenchor der Chorakademie Dortmund
- Knabenchor Hannover
- Knabenkantorei Basel
- Luzerner Knabenkantorei
- Petits Chanteurs de Sainte-Croix de Neuilly
- PCCB (Petits chanteurs de la Croix de Bois)
- Piccoli Musici di Casazza
- Poznanskie Slowiki (coro fondato nel 1939 dal prof. Stefan Stuligrosz)
- Pueri cantores della Cappella Sistina (Città del Vaticano)
- Pueri cantores del Veneto
- Regensburger Domspatzen (Ratisbona)
- Roden Boys Choir
- St. Florianer Sangerknaben
- St. Paul's Cathedral Choir (Londra)
- The Choir of New College Oxford
- Thomanerchor di Lipsia (Germania)
- Tölzer Knabenchor (fondato da Gerhard Schmidt-Gaden nel 1956)
- Choir of Westminster Abbey (Londra)
- Windsbacher Knabenchor

## Solisti
A causa della brevità della loro carriera, la fama delle voci bianche soliste è rimasta per secoli limitata all'ambito locale e al loro coro di appartenenza. Le più notevoli eccezioni sono quelle di William Savage, attivo nelle scene londinesi e per il quale Georg Friedrich Händel nel 1735 scrisse specificamente la parte di Oberto per la sua Alcina, o di Earl Gulick, che agli inizi del Novecento ebbe un'importante carriera internazionale tra Europa e Stati Uniti. La possibilità offertasi a partire dagli anni venti del Novecento di registrare e diffondere le loro voci (su disco, alla radio, al cinema, alla televisione e quindi sul web), ha grandemente aumentato la popolarità delle voci bianche soliste, rendendole in alcuni casi delle star a livello internazionale. Proprio all'uso innovativo del mezzo televisivo si deve nel 1951 la composizione e il successo della principale opera lirica che abbia per protagonista una voce bianca, ovvero Amahl e i visitatori notturni di Gian Carlo Menotti. Dagli anni sessanta, la diffusione e il perfezionarsi delle tecniche di amplificazione della voce sul palcoscenico hanno fortemente favorito l'utilizzo di voci di bambini anche in teatro nel musical, dove per loro si sono scritte parti importanti di protagonisti, da Oliver! (1960) a Billy Elliot the Musical (2005).
Tra le più celebri voci bianche soliste si annoverano:
- William Savage (Regno Unito, 1720-1789)
- Earl Gulick (Stati Uniti, 1888-1945)
- Ernest Lough (Regno Unito, 1911–2000)
- Frederick Firth (Regno Unito, 1913-2000)
- Denis Barthel (Regno Unito, 1916-2008)
- Graham Payn (Sudafrica, 1918-2005)
- Raymond Kinsey (Regno Unito, 1920-1997)
- Bobby Breen (Stati Uniti, 1927-2016)
- Derek Barsham (Regno Unito, 1930-2020)
- Joseph Ward (Regno Unito, 1932-2019)
- Billy Neely (Irlanda del Nord, 1935-2012)
- Chet Allen (Stati Uniti, 1939-1984)
- David Hemmings (Regno Unito, 1941-2003)
- Bill McIver (Stati Uniti, 1942-2003)
- Michael Ande (Germania, n.1944)
- John Hahessy (Regno Unito, n.1946)
- Kirk Jordan (Stati Uniti, n.1946)
- Darien Angadi (Stati Uniti, 1949-1981)
- Roy Goodman (Regno Unito, n.1951)
- Kurt Yaghjian (Stati Uniti, n.1951)
- Friedrich Pfeiffer (Austria, n.1958)
- Peter Jelosits (Austria, n.1960)
- Jörg Erler (Germania, n.1963)
- Adam Guettel (Stati Uniti, n.1964)
- Josef Kronwitter (Germania, n.1964)
- Robert Sapolsky (Stati Uniti, n.1964)
- Klaus Brettschneider (Germania, n.1966)
- Marcus Klein (Germania, n.1967)
- Sebastian Hennig (Germania, n.1968)
- Dirk-Jan van der Kooij (Paesi Bassi, n.1969)
- Aled Jones (Galles, n.1970)
- Panajotis N. Iconomou (Germania, n.1971)
- Christian Immler (Germania, n.1971)
- Allan Bergius (Germania, n.1972)
- Paul Miles-Kingston (Regno Unito, n.1972)
- Matthias Echternach (Germania, n.1973)
- Tobias Eiwanger (Germania, 1973-2012)
- Helmut Wittek (Germania, n.1973)
- Max Emanuel Cenčić (Croazia, n.1976)
- Christian Fliegner (Germania, n.1976)
- Maximilian Kiener (Germania, n.1976)
- Jacques Imbrailo (Sudafrica, n.1978)
- Régis Mengus (Francia, n.1982)
- Anthony Way (Regno Unito, n.1982)
- Terry Wey (Svizzera, n.1985)
- Julian Leang (Regno Unito, n.1988)
- Jean-Baptiste Maunier (Francia, n.1990)
- Lorin Wey (Svizzera, n.1990)
- Benjamin Isachsen (Norvegia, n.1993)
- Alois Mühlbacher (Germania, n.1995)
- Moray West (Regno Unito, n.1995)
- Aksel Rykkvin (Norvegia, n.2003)
- Elias Mädler (Germania, n.2004)

## Ruoli per voci bianche soliste

### Opera lirica e oratorio
- Athalia, mus. George Frideric Handel (1733) -- "Joas"
- Alcina, mus. George Frideric Handel (1735)  -- "Oberto"
- Apollo et Hyacinthus, mus. Wolfgang Amadeus Mozart (1767) -- "Melia", Hyacinthus", "Apollo" e Zephyrus"
- Alceste, ed. originale italiana, mus. Christoph Willibald Gluck (1767) -- "Eumelo e Aspasia"
- Tarare, mus. Antonio Salieri (1787) -- "Elamir"
- Il flauto magico (Die Zauberflöte), mus. Wolfgang Amadeus Mozart (1791) -- "Tre fanciulli"
- Macbeth, mus. Giuseppe Verdi (1847) - - Seconda e terza apparizione
- Boris Godunov (opera), mus. Modest Petrovič Musorgskij (1874) -- "Fëdor"
- Werther, mus. Jules Massenet (1892)
- Tosca, mus. Giacomo Puccini (1900) -- "Un pastore"
- Pelléas et Mélisande, mus. Claude Debussy (1902) -- "Yniold"
- Wozzeck, mus. Alban Berg (1925)
- Amahl e i visitatori notturni (Amahl and the Night Visitors), mus. Gian Carlo Menotti (1951) -- "Amahl"
- Il giro di vite (opera) (The Turn of the Screw), mus. Benjamin Britten (1954) -- "Miles"
- Sogno di una notte di mezza estate (A Midsummer Night's Dream), mus. Benjamin Britten (1960) -- "Cobweb, Mustardseed, Moth, Peaseblossom"
- Chichester Psalms, mus. Leonard Bernstein (1965)
- Mass, mus. Leonard Bernstein (1971)

### Musical
- Oliver!, mus. Lionel Bart (1960) -- "Oliver"
- Mame, mus. Jerry Herman (1966) -- "Patrick"
- Raisin, mus. Judd Woldin and Robert Brittan (1974) -- "Trevis Younger"
- Les Misérables, mus. Claude-Michel Schönberg (1980) -- "Gavroche"
- Billy Elliot the Musical, mus. Elton John (2005) -- "Billy Elliot"
- Ciske de Rat, mus. Henny Vrienten (2009) -- "Ciske"